# Propriété (philosophie)
Pour les articles homonymes, voir Propriété (homonymie).
En philosophie moderne et en mathématique, une propriété est une caractéristique d'un objet ; un objet rouge est dit posséder la propriété de « rougeur ». La propriété peut être considérée comme une forme de plein droit de l'objet, qui possède d'ailleurs d'autres propriétés. Mais cette propriété peut aussi être considérée comme différente de l'objet qu'elle caractérise, c'est-à-dire qu'on dit qu'elle est instanciée par cet objet, puisqu'elle l'est souvent en d'autres. Elle diffère du concept logique ou mathématique de classe car elle n'a aucune extensionnalité et du concept philosophique de classe en ce que la propriété est considérée comme distincte des objets qui la possèdent. Comprendre comment les différentes entités (particularités) peuvent en quelque sorte avoir certaines des mêmes propriétés est au fondement du problème des universaux. Les termes attribut, qualité, et universel, ont la même signification.

## Propriétés essentielles et accidentelles
Dans la terminologie aristotélicienne classique, une propriété (grec : idion, latin : proprium) est l'un des prédicables. C'est une qualité non essentielle d'une espèce (comme un accident) mais une qualité qui est cependant présente de façon caractéristique parmi les membres de cette espèce (et en aucune autre). La capacité à rire par exemple, peut être considérée comme une caractéristique spéciale des êtres humains. Toutefois, « rire » n'est pas une qualité « essentielle » de l'espèce humaine dont la définition aristotélicienne de l'« animal rationnel » ne nécessite pas le rire. Ainsi, dans le cadre conceptuel classique, les propriétés sont des qualités caractéristiques mais non essentielles.

## Propriétés déterminées et déterminables
Une propriété peut être classée comme déterminée ou déterminable. Une propriété déterminable est celle qui peut être plus précise. Par exemple, la couleur est une propriété déterminable car elle peut être limitée à la « rougeur », à la « bleuité » etc.. Une propriété déterminée est celle qui ne peut pas devenir plus spécifique. Cette distinction peut être utile dans le traitement des questions d'identité.

## Qualités aimables et suspectes
Daniel Dennett distingue entre les propriétés « aimables » (telle que l'amabilité elle-même), qui, bien qu'elles nécessitent un observateur pour être reconnues, existent de façon latente dans les objets perceptibles, et les propriétés « suspectes » qui n'ont aucune existence du tout jusqu'à ce qu'il en soit attribuée une à l'objet par un observateur (comme un suspect dans une enquête criminelle).

## Dualisme de propriétés

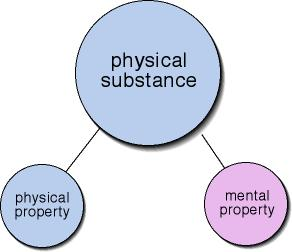
Le dualisme de propriété : l'exemplification de deux types de propriétés par un type de substance

Le dualisme de propriété décrit une catégorie de positions en philosophie de l'esprit qui tient que, bien que le monde soit constitué d'une seule sorte de substance — celle du genre physique — il existe deux espèces distinctes de propriétés : la propriété physique et la propriété mentale. En d'autres termes, c'est l'idée que les propriétés mentales non physiques (comme des croyances, des désirs et des émotions) sont inhérentes à certaines substances physiques (à savoir les cerveaux).

## Propriétés en mathématiques
En terminologie mathématique, une propriété p définie pour tous les éléments d'un ensemble X est d'ordinaire définie comme une fonction p : X →  {vrai, faux}, qui est vraie chaque fois que la propriété est vraie ; ou de manière équivalente, que le sous-ensemble de X pour lequel p est valable ; c'est-à-dire l'ensemble {x| p(x) = vrai}; p est sa fonction caractéristique. On peut objecter (voir ci-dessus) que cela définit uniquement l'extension d'une propriété et ne dit rien de ce qui permet à la propriété d'être valable pour ces valeurs exactement.

## Propriétés et prédicats
Le fait ontologique que quelque chose a une propriété est généralement représenté dans la langue en appliquant un prédicat au sujet. Toutefois, prendre un quelconque prédicat grammatical comme étant une propriété, ou avoir une propriété correspondante, conduit à certaines difficultés telles que le paradoxe de Russell et le paradoxe de Grelling-Nelson. Qui plus est, une véritable propriété peut impliquer beaucoup de vrais prédicats : si X a la propriété d'un poids supérieur à 2 kilos par exemple, alors les prédicats « ...pèse plus de 1,9 kilos », «...pèse plus de 1,8 kilos » etc. sont tout à fait vrais de celui-ci. Les autres prédicats, tels que « est un individu » ou « possède certaines propriétés » sont non informatives ou vides de sens. Il existe une certaine résistance à considérer ces prétendues « propriétés » de Cambridge comme légitimes.

## Propriétés intrinsèques et extrinsèques
Une propriété « intrinsèque » est une propriété qu'un objet ou une chose a de lui-même, indépendamment des autres choses, y compris son contexte. Une propriété extrinsèque (ou « relationnelle ») est une propriété qui dépend de la relation d'une chose avec d'autres choses. La masse par exemple est une propriété physique intrinsèque de tout objet physique alors que le poids est une propriété extrinsèque qui varie en fonction de la force du champ gravitationnel dans lequel l'objet considéré est placé.

## Relations
Une relation est souvent considérée comme un cas plus général d'une propriété. Les relations sont vraies de plusieurs particularités ou partagée entre elles. Ainsi la relation « ...est plus grand que... » est valable entre les deux individus qui occupent les deux ellipses ('..'). Les relations peuvent être exprimées par N prédicats de lieu, N étant supérieur à 1.
Il est largement admis qu'il existe au moins quelques propriétés relationnelles apparentes qui sont simplement dérivées de propriétés non relationnelle (ou 1 à place). Par exemple « A est plus lourd que B » est un prédicat « relationnel »  mais il est dérivé de deux propriétés non relationnelles : la masse de A et la masse de B. Ces relations sont appelées relations extérieures, par opposition aux relations internes plus authentiques. Certains philosophes pensent que toutes les relations sont externes, ce qui conduit à un scepticisme relativement aux relations en général, sur la base que les relations extérieures n'ont pas d'existence fondamentale.

## Source de la traduction
- (en) Cet article est partiellement ou en totalité issu de l’article de Wikipédia en anglais intitulé « Property (philosophy) » (voir la liste des auteurs).